# Parti de la gauche européenne
« Party of the European Left » redirige ici. Pour les autres significations, voir PEL.
Le Parti de la gauche européenne (PGE) (en anglais : Party of the European Left, PEL ou European Left, EL) est un parti politique européen créé au congrès constitutif des 8 et 9 mai 2004 à Rome et dont les membres sont des partis socialistes, communistes, « rouge-verts » et d'autres partis démocratiques de gauche de l'Union européenne. Le parti permet aussi les adhésions à titre individuel pour les adhérents des partis membres. Son premier congrès « ordinaire » s'est tenu à Athènes les 29 et 30 octobre 2005.
Depuis novembre 2022, il est présidé par Walter Baier, membre du Parti communiste d'Autriche.

## Programme
Le Parti de la gauche européenne (PGE) se veut anticapitaliste et se prononce pour une autre Europe et pour donner un autre contenu à l'Union européenne : dégagée de la tutelle de l'OTAN, ouverte au Sud, offrant un modèle social européen alternatif aux règles de la mondialisation capitaliste et de la « concurrence libre et non faussée », active pour la protection de l'environnement et le respect des droits de l'homme, étendant le droit à la citoyenneté à tous ceux qui vivent en Europe. À ce titre, le PGE s'est prononcé en 2005 contre le projet de Constitution européenne et pour une réorientation des politiques européennes impliquant une remise en cause du Pacte de stabilité et du rôle de la Banque centrale européenne.

## Présidents du PGE
| Portrait | Nom | Dates du mandat   | Dates du mandat  | Durée            | Parti national             | Pays      |           |
| -------- | --- | ----------------- | ---------------- | ---------------- | -------------------------- | --------- | --------- |
| 1        |     | Fausto Bertinotti | 9 mai 2004       | 25 novembre 2007 | 3 ans, 6 mois et 16 jours  | PRC       | Italie    |
| 2        |     | Lothar Bisky      | 25 novembre 2007 | 5 décembre 2010  | 3 ans et 10 jours          | Die Linke | Allemagne |
| 3        |     | Pierre Laurent    | 5 décembre 2010  | 17 décembre 2016 | 6 ans et 12 jours          | PCF       | France    |
| 4        |     | Gregor Gysi       | 17 décembre 2016 | 15 décembre 2019 | 2 ans, 11 mois et 28 jours | Die Linke | Allemagne |
| 5        |     | Heinz Bierbaum    | 15 décembre 2019 | 11 décembre 2022 | 2 ans, 11 mois et 26 jours | Die Linke | Allemagne |
| 6        |     | Walter Baier      | 11 décembre 2022 | en fonction      | 2 ans, 6 mois et 28 jours  | KPÖ       | Autriche  |

## Financement
En tant que parti politique européen, le PGE a droit à un financement public européen, qu'il a reçu sans interruption depuis 2004.
Le graphique ci-dessous montre l'évolution du financement public européen reçu par le PGE.
Montant (€)Financement public européen des partis politiques européens0500 0001 000 0001 500 0002 000 0002 500 00020042008201220162020GE
Conformément au règlement sur les partis politiques européens et les fondations politiques européennes, le PGE collecte également des fonds privés pour cofinancer ses activités. En 2025, les partis européens doivent ainsi trouver au moins 10% de leurs dépenses remboursables auprès de sources privées, le reste pouvant être couvert par le financement public européen.
Le graphique ci-dessous montre l'évolution des contributions et des dons reçus par le PGE.
Montant (€)Contributions reçues par les partis politiques européens50 000100 000150 000200 000250 000300 000350 000400 00020042008201220162020GE
Montant (€)Financement public européen des partis politiques européens01002003004005002004200720102013201620192022GE

## Membres
Le Parti de la gauche européenne se compose de partis membres de plein droit, de partis observateurs, de membres individuels et de partenaires du PGE. Tous les membres du parti ne siègent pas forcément au sein du groupe GUE/NGL au Parlement européen.

### Partis membres de plein droit
En 2025, les partis membres sont au nombre de 24 dans 21 pays différents :
| Pays        | Parti                                                     | Chambre basse | Chambre haute | Parlement européen |
| ----------- | --------------------------------------------------------- | ------------- | ------------- | ------------------ |
| Allemagne   | Die Linke                                                 | 64 / 630      | 4 / 69        | 5 / 96             |
| Autriche    | Parti communiste d'Autriche (KPÖ)                         | 0 / 183       | 0 / 61        | 0 / 18             |
| Belgique    | Communistes de Wallonie-Bruxelles                         | 0 / 150       | 0 / 60        | 0 / 22             |
| Belgique    | Parti du travail de Belgique (PTB/PvdA)                   | 15 / 150      | 6 / 60        | 2 / 22             |
| Bulgarie    | Gauche bulgare (BL)                                       | 0 / 240       | -             | 0 / 17             |
| Biélorussie | Parti de la gauche biélorusse « Un monde juste »          | 0 / 110       | 0 / 64        | Pas dans l'UE      |
| Croatie     | Front des travailleurs (RF)                               | 0 / 151       | -             | 0 / 12             |
| Espagne     | Gauche unie et alternative (EUiA)                         | 0 / 135       | 0 / 47        | 0 / 61             |
| Espagne     | Izquierda Unida (IU)                                      | 5 / 350       | 0 / 266       | 0 / 61             |
| Espagne     | Parti communiste d'Espagne (PCE)                          | 5 / 350       | 0 / 266       | 2 / 54             |
| Estonie     | Parti de la gauche unie d'Estonie (EÜVP)                  | 0 / 101       | -             | 0 / 7              |
| Finlande    | Parti communiste de Finlande (SKP)                        | 0 / 200       | -             | 0 / 14             |
| France      | Parti communiste français (PCF)                           | 8 / 577       | 14 / 348      | 0 / 81             |
| France      | Gauche républicaine et socialiste (GRS)                   | 1 / 577       | 0 / 348       | 0 / 81             |
| Grèce       | SYRIZA                                                    | 26 / 300      | -             | 4 / 21             |
| Hongrie     | Parti ouvrier de Hongrie 2006 - Gauche européenne         | 0 / 199       | -             | 0 / 21             |
| Italie      | Parti de la refondation communiste (PRC)                  | 0 / 630       | 0 / 315       | 1 / 76             |
| Luxembourg  | La Gauche                                                 | 2 / 60        | -             | 0 / 6              |
| Moldavie    | Parti des communistes de la république de Moldavie (PCRM) | 8 / 101       | -             | Pas dans l'UE      |
| Royaume-Uni | Left Unity                                                | 0 / 650       | 0 / 796       | Pas dans l'UE      |
| Roumanie    | Parti socialiste roumain (PSR)                            | 0 / 369       | 0 / 136       | 0 / 33             |
| Slovénie    | La Gauche                                                 | 5 / 90        | -             | 0 / 9              |
| Suisse      | Parti suisse du travail (PST-POP)                         | 0 / 200       | -             | Pas dans l'UE      |
| Tchéquie    | La Gauche (cs) (SDS)                                      | 0 / 200       | 0 / 81        | 0 / 21             |
| Turquie     | Parti de gauche (ODP)                                     | 0 / 200       | -             | Pas dans l'UE      |
| Total       | Total                                                     | Total         | Total         | 13 / 720           |

#### Double appartenance
Certains de ces partis membres ont la double appartenance avec la Gauche anticapitaliste européenne. C'est le cas d'Esquerra unida i alternativa, du Bloc de gauche, du Parti de la liberté et de la solidarité.

### Membres observateurs
En 2025, les partis membres sont au nombre de 9 dans 8 pays différents :
| Pays           | Parti                                        | Chambre basse | Chambre haute | Parlement européen     |
| -------------- | -------------------------------------------- | ------------- | ------------- | ---------------------- |
| Belgique       | Mouvement Demain                             | 0 / 150       | 0 / 60        | 0 / 22                 |
| Chypre         | Parti progressiste des travailleurs (AKEL)   | 15 / 56       | -             | 2 / 6                  |
| Chypre du Nord | Nouveau Parti chypriote (en) (YKP)           | 0 / 50        | -             | Pas dans l'UE de facto |
| Chypre du Nord | Parti uni de Chypre (en) (BKP)               | 0 / 50        | -             | Pas dans l'UE de facto |
| Italie         | Gauche italienne (SI)                        | 4 / 400       | 3 / 200       | 2 / 76                 |
| Espagne        | Sortu                                        | 1 / 350       | 1 / 259       | 1 / 61                 |
| Royaume-Uni    | Transform (en)                               | 0 / 632       | 0 / 798       | Pas dans l'UE          |
| Slovaquie      | Parti communiste slovaque (KKS)              | 0 / 150       | -             | 0 / 14                 |
| Tchéquie       | Parti communiste de Bohême et Moravie (KSČM) | 0 / 200       | 0 / 81        | 1 / 21                 |
| Total          | Total                                        | Total         | Total         | 6 / 720                |

### Partenaires
En 2025, les partis membres sont au nombre de 10 dans 6 pays différents :
| Pays      | Parti                                         | Chambre basse | Chambre haute | Parlement européen |
| --------- | --------------------------------------------- | ------------- | ------------- | ------------------ |
| Allemagne | Marxistische Linke                            | 0 / 736       | 0 / 69        | 0 / 96             |
| Autriche  | Der Wandel (en)                               | 0 / 183       | 0 / 61        | 0 / 18             |
| Autriche  | LINKS (en)                                    | 0 / 183       | 0 / 61        | 0 / 18             |
| Écosse    | Gauche démocratique Écosse (en) (DLS)         | 0 / 128       | -             | Pas dans l'UE      |
| Écosse    | Socialistes pour l’Indépendance               | 0 / 128       | -             | Pas dans l'UE      |
| France    | Ensemble ! (E!)                               | 0 / 577       | 0 / 348       | 0 / 81             |
| France    | République et socialisme                      | 0 / 577       | 0 / 348       | 0 / 81             |
| Hongrie   | Táncsics - Parti de gauche radicale           | 0 / 199       | -             | 0 / 21             |
| Hongrie   | Oui Mouvement Solidarité pour la Hongrie (en) | 0 / 199       | -             | 0 / 21             |
| Serbie    | Solidarnost                                   | 0 / 250       | -             | Pas dans l'UE      |
| Total     | Total                                         | Total         | Total         | 0 / 720            |

### Anciens membres
| Pays        | Parti                                           | Notes |
| ----------- | ----------------------------------------------- | --- |
| Allemagne   | Parti communiste allemand (DKP)                 | Le Parti communiste allemand, réuni en son 21e congrès le 27 février 2016, a décidé d'abandonner son statut d'observateur et de quitter le Parti de la gauche européenne à 99 voix contre 52. Le DKP entend par là mettre l'accent sur le travail de fond avec les partis communistes frères. |
| Belgique    | Parti communiste-Flandre (KP)                   | |
| Belgique    | Parti communiste Wallonie-Bruxelles (PCB)       | Démission décidée lors du congrès du parti le 30 juillet 2018. |
| Danemark    | Liste de l'unité (Ø)                            | Quitte en 2024. |
| Finlande    | Alliance de gauche (VF)                         | Retiré de la liste du site Web du PGE en 2024. |
| France      | Gauche unitaire (GU)                            | Fusionné avec le Parti communiste français à l’automne 2015. |
| France      | La France insoumise (LFI)                       | Membre jusqu'en 2018, et observateur, jusqu'en 2024. |
| France      | Parti de gauche (PG)                            | Le PG avait rejoint le PGE en décembre 2010, à la suite de son troisième congrès (Le Mans). Il a toutefois suspendu sa participation en décembre 2013, à cause de la réélection de Pierre Laurent, secrétaire national du Parti communiste français, à la tête du groupe (en réaction aux alliances du PCF avec le PS aux élections municipales françaises de 2014). Cette suspension a pris fin deux mois plus tard. Lors de son cinquième congrès en 2018 à Villejuif, le PG vote la sortie du PGE, en réaction à la présence maintenue de SYRIZA au PGE et la politique du gouvernement Tsipras I en Grèce. |
| Grèce       | Gauche écologique, communiste et rénovée (AKOA) | Fusionné dans SYRIZA en 2013. |
| Hongrie     | Parti ouvrier hongrois                          | Le Comité central du Parti communiste ouvrier hongrois a décidé de quitter le Parti de la gauche européenne le 1er mai 2009. |
| Italie      | Parti des communistes italiens (PdCI)           | Dissout en décembre 2014, ce qui entraîne la perte du « statut d’observateur ». |
| Italie      | L'autre Europe avec Tsipras (AET)               | Dissout en 2019, ce qui entraîne la perte du « statut d’observateur ». |
| Pologne     | Jeunes socialistes (en)                         | Dissout en 2015, ce qui entraîne la perte du « statut d’observateur ». |
| Portugal    | Bloc de gauche (BE)                             | Quitte le 22 juin 2024. |
| Saint-Marin | Gauche unie (SU)                                | Le 10 novembre 2017, le parti est dissous et il est fusionné au sein du nouveau Parti socialiste-démocrate de gauche. |
| Tchéquie    | Parti du socialisme démocratique (SDS)          | Fusionné dans La Gauche (en) en 2020. |

### Membres individuels
Le PGE comprend également un certain nombre de membres individuels. Bien que le nombre de membres individuels ait été régulièrement élevé, et qu'il soit actuellement le plus élevé, du PGE n'a pas cherché à développer l'adhésion de masse des membres individuels.
Le graphique ci-dessous montre l'évolution des membres individuels du PGE depuis 2019.
Membres individuelsMembres individuels des partis politiques européens340360380400420440460201920202021202220232024GE

## Représentation au sein des institutions européennes
| Organisation        | Institution                                        | Nombre de sièges | Référence |
| ------------------- | -------------------------------------------------- | ---------------- | --------- |
| Union européenne    | Parlement européen                                 | 16 / 720         |           |
| Union européenne    | Commission européenne                              | 0 / 27           |           |
| Union européenne    | Conseil européen (chefs d'État ou de gouvernement) | 0 / 27           |           |
| Union européenne    | Conseil de l'UE (ministres)                        |                  |           |
| Union européenne    | Comité européen des régions                        | 0 / 329          |           |
| Conseil de l'Europe | Assemblée parlementaire (dans le groupe UEL)       | 35 / 612         | [ 21 ]    |